# Barrow (cráter)

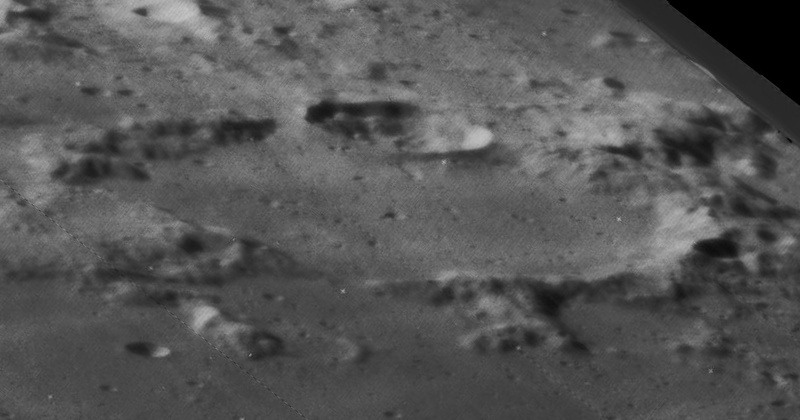
Fotografía de la misión Lunar Orbiter 4 (1967)

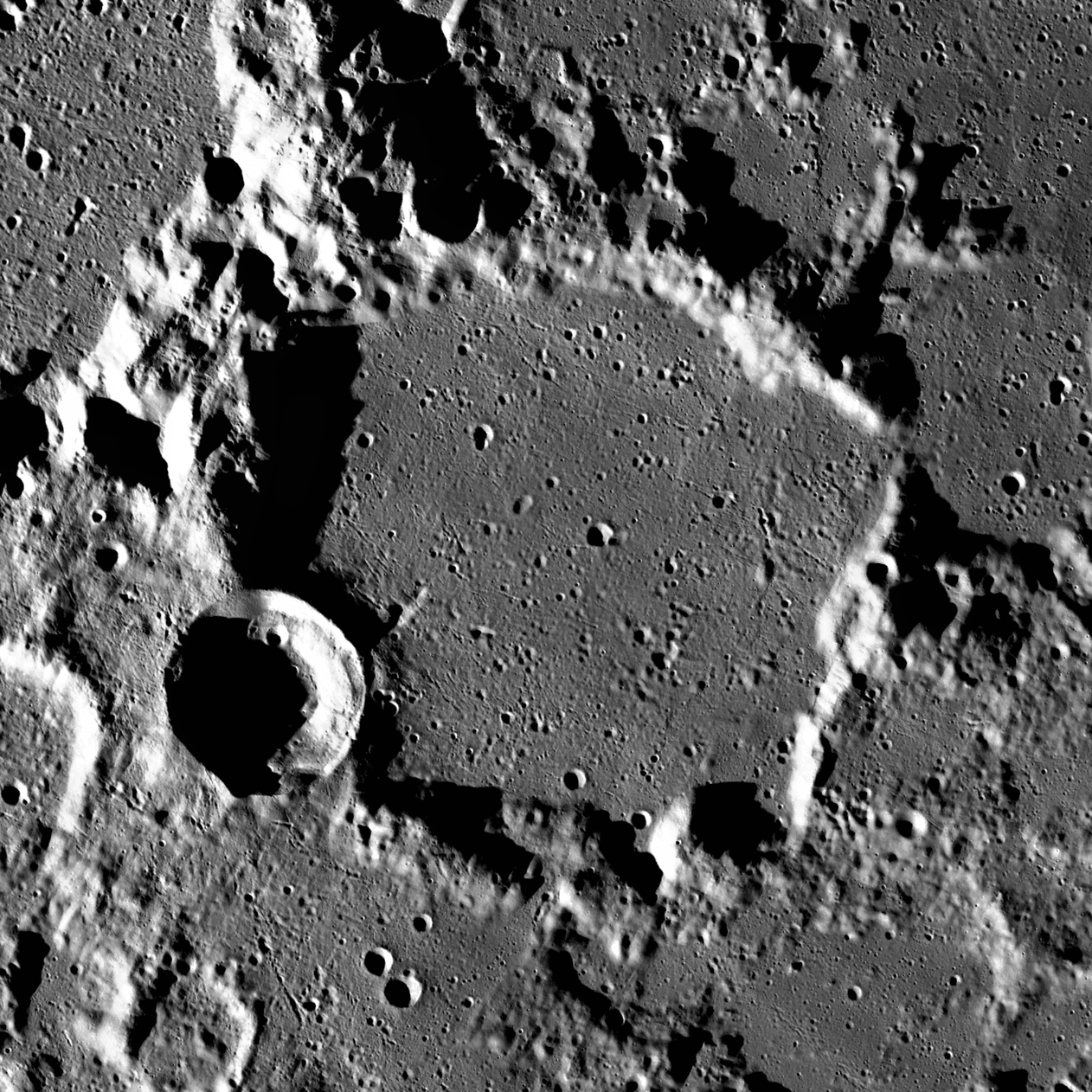
Fotografía de la misión Lunar Reconnaissance Orbiter

Barrow es un viejo cráter de impacto que se encuentra cerca de la extremidad norte de la Luna, entre el  cráter Goldschmidt situado hacia el noroeste y el cráter de contorno irregular Meton hacia el noreste. Al suroeste se halla W. Bond.
La pared exterior de Barrow ha sido fuertemente erosionada por impactos posteriores, deformada por cráteres posteriores que han invadido su contorno. Como resultado, el borde aparece como un anillo de colinas redondeadas y picos que rodean el interior plano. El cráter satélite más joven es Barrow A, que atraviesa el borde suroeste. En el extremo oriental del cráter existe un espacio estrecho en el borde que se une por debajo al cráter Meton. El borde alcanza su máxima altura y se extiende en el noroeste, donde se une a Goldschmidt.

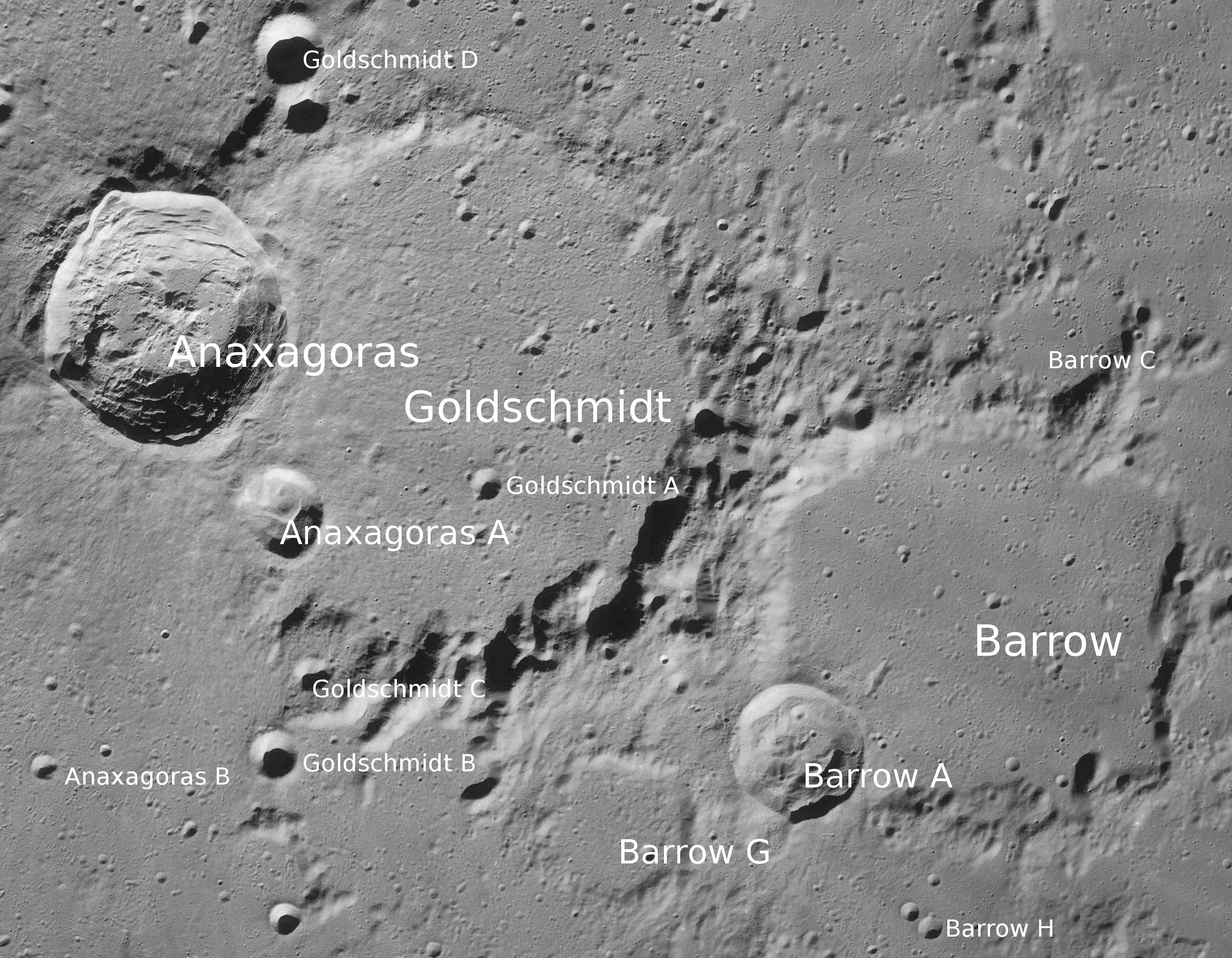
Fotografía de la misión Lunar Reconnaissance Orbiter

El interior de Barrow ha resurgido por flujos de lava, dejando una superficie plana marcada por muchos pequeños cráteres. y rastros débiles del sistema de marcas radiales del cráter Anaxagoras en el lado oeste, que ocupan el suelo de Barrow.

## Cráteres satélite
Por convención estas características son identificadas en mapas lunares poniendo la letra en el lado del cráter punto medio que está más cerca de Barrow.
|        | \| Barrow \| Coordenadas \| Diámetro \| \| ------ \| ---------------------------- \| -------- \| \| A \| 70°30′N 3°48′E / 70.5, 3.8 \| 28 km \| \| B \| 70°06′N 10°30′E / 70.1, 10.5 \| 16 km \| \| C \| 73°06′N 11°06′E / 73.1, 11.1 \| 29 km \| \| E \| 68°54′N 3°18′E / 68.9, 3.3 \| 18 km \| \| F \| 69°06′N 1°48′E / 69.1, 1.8 \| 19 km \| \| G \| 70°06′N 0°12′E / 70.1, 0.2 \| 30 km \| \| H \| 69°12′N 6°00′E / 69.2, 6.0 \| 5 km \| \| K \| 69°12′N 11°48′E / 69.2, 11.8 \| 46 km \| \| M \| 67°36′N 9°12′E / 67.6, 9.2 \| 6 km \| |          |
| Barrow | Coordenadas | Diámetro |
| A      | 70°30′N 3°48′E / 70.5, 3.8 | 28 km    |
| B      | 70°06′N 10°30′E / 70.1, 10.5 | 16 km    |
| C      | 73°06′N 11°06′E / 73.1, 11.1 | 29 km    |
| E      | 68°54′N 3°18′E / 68.9, 3.3 | 18 km    |
| F      | 69°06′N 1°48′E / 69.1, 1.8 | 19 km    |
| G      | 70°06′N 0°12′E / 70.1, 0.2 | 30 km    |
| H      | 69°12′N 6°00′E / 69.2, 6.0 | 5 km     |
| K      | 69°12′N 11°48′E / 69.2, 11.8 | 46 km    |
| M      | 67°36′N 9°12′E / 67.6, 9.2 | 6 km     |